# Bahnhof Berlin-Altglienicke
Der Bahnhof Altglienicke ist ein Bahnhof der S-Bahn im Ortsteil Altglienicke im Bezirk Treptow-Köpenick. Er wurde 1962 für die S-Bahn eröffnet. Bereits seit 1940 existierte ein Betriebsbahnhof am Güteraußenring an dieser Stelle, der nach dem Zweiten Weltkrieg zwischen 1948 und 1958 auch dem Personenverkehr diente.

## Lage
Der Bahnhof befindet sich im Ortsteil Altglienicke im Bezirk Treptow-Köpenick. Das Berliner Stadtzentrum liegt rund 18 km Luftlinie weiter nordwestlich, die Stadtgrenze rund 2 km südlich. Direkt neben dem Bahnhof verläuft die Bundesstraße 96a, die auch den Namen Am Seegraben trägt. Der Bahnhof Adlershof befindet sich ca. 3,8 km weiter nördlich, der Grünbergallee ca. 1,4 km südlich. Die Station gehört zum Tarifbereich Berlin B des Verkehrsverbundes Berlin-Brandenburg.

## Geschichte
Am 1. Januar 1940 wurde der Bahnhof zunächst als reiner Betriebsbahnhof am Güteraußenring eröffnet. Bis 1948 fand hier kein Personenverkehr statt. Erst am 26. Juli wurde ein Haltepunkt eröffnet. Dieser war zunächst bis zum 21. März 1951 in Betrieb. Die zweite Betriebszeit begann am 22. Mai 1955 und endete am 1. Juni 1958.

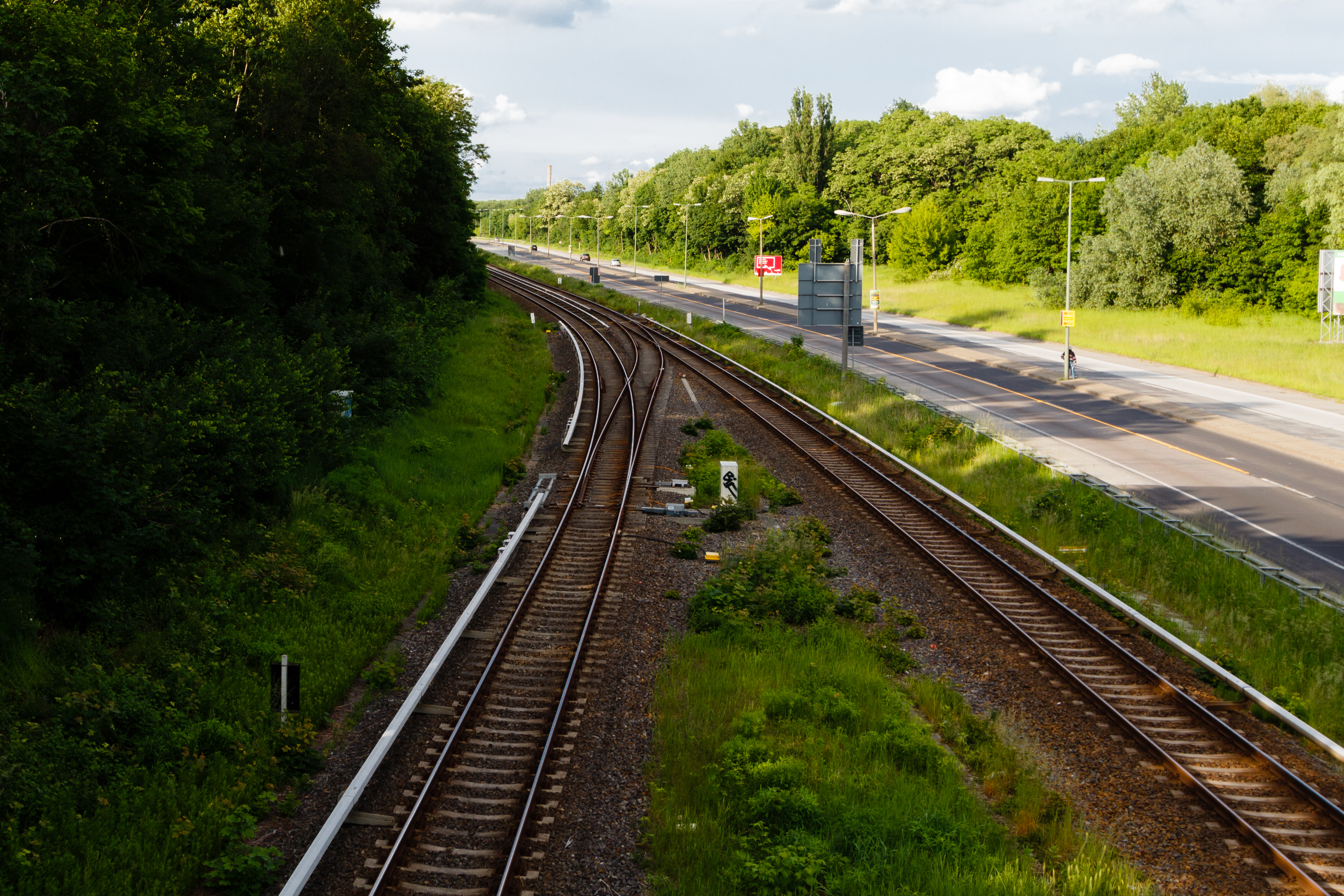
Nördliche Ausfahrt, 2014

Seit 1959 war geplant, eine S-Bahn-Strecke in Richtung Flughafen Berlin-Schönefeld zu eröffnen. Da in der Nähe des Bahnhofes ein Autobahnkreuz geplant war, verläuft die Strecke südlich des Bahnhofes in einem leichten Bogen links am Autobahnabschnitt vorbei. Am 26. Februar 1962 ging der neue Bahnhof an der Strecke zum Flughafen in Betrieb. Der dachlose Mittelbahnsteig verfügte über ein kleines Empfangsgebäude mit Fahrkartenausgabe.
Zuvor war der Abschnitt nur eingleisig, das zweite Gleis wurde erst am 29. Juni 1987, nach einigen Umbaumaßnahmen in Betrieb genommen worden.
Um 2010 hat der Bahnhof das Blindenleitsystem erhalten und wurde über den Einbau eines Aufzug barrierefrei erreichbar. Der Bahnhof besitzt lediglich am nördlichen Ende einen Ausgang.

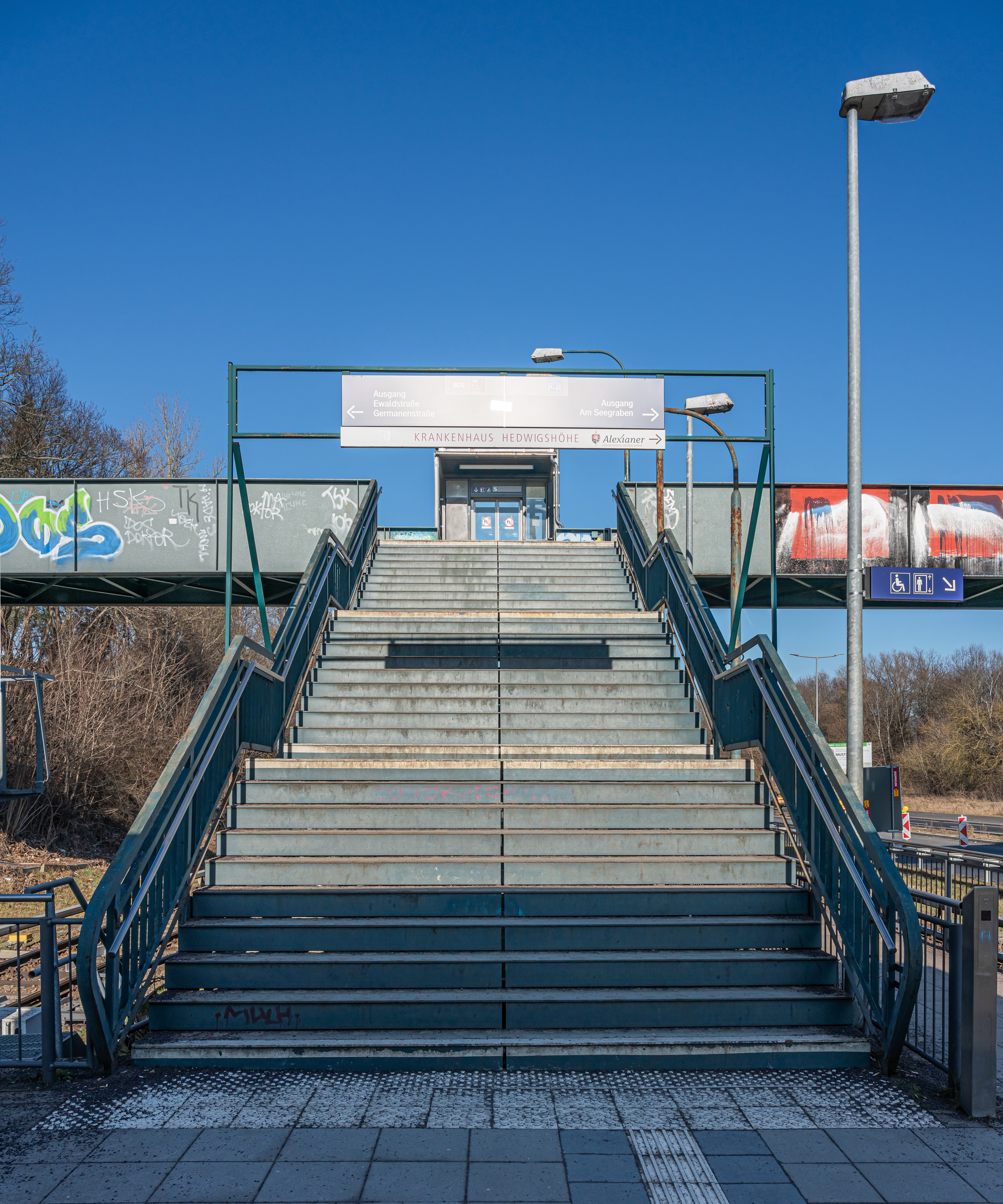
Zugang zum Bahnsteig von der Fußgängerbrücke

## Anbindung
| Linie | Verlauf | Takt in der HVZ |
| ----- | --- | --------------- |
|       | Südkreuz – Tempelhof – Hermannstraße – Neukölln – Köllnische Heide – Baumschulenweg – Schöneweide – Johannisthal – Adlershof – Altglienicke – Grünbergallee – Schönefeld (bei Berlin) – Waßmannsdorf – Flughafen BER \|\| 20 min |                 |
|       | Spandau – Stresow – Pichelsberg – Olympiastadion – Heerstraße – Messe Süd – Westkreuz – Charlottenburg – Savignyplatz – Zoologischer Garten – Tiergarten – Bellevue – Hauptbahnhof – Friedrichstraße – Hackescher Markt – Alexanderplatz – Jannowitzbrücke – Ostbahnhof – Warschauer Straße – Treptower Park – Plänterwald – Baumschulenweg – Schöneweide – Johannisthal – Adlershof – Altglienicke – Grünbergallee – Schönefeld (bei Berlin) – Waßmannsdorf – Flughafen BER \|\| 20 min |                 |

Am Bahnhof hält der Bus 160 der Berliner Verkehrsbetriebe, eine weitere Umsteigemöglichkeit besteht nicht.